# لاخدنپوخیا
لاخدِنپوخیا (به روسی: Лахденпо́хья، تلفظ: لاخْدِنپُخیا، به فنلاندی: Lahdenpohja) شهر کوچکی است در جمهوری کارلیا در شمال غربی روسیه.
این شهر در ۳۳۰ کیلومتری باختر پتروزاودسک (مرکز جمهوری) و در کنار رود آورا-یوکی واقع شده.
جمعیت آن در سال ۲۰۰۲ برابر با ۸۷۵۱ نفر بوده‌است.